# Призрак и Тьма
«Призрак и Тьма» (англ. The Ghost and the Darkness) — историко-приключенческий фильм Стивена Хопкинса, снятый в 1996 году. В основе фильма лежит подлинная история о львах-людоедах, в 1898 году парализовавших строительство железной дороги в районе реки Цаво в Кении. При создании фильма использовались сведения, изложенные в книге реального участника этих событий полковника Джона Генри Паттерсона.

## Сюжет
Конец XIX века. Молодой инженер Паттерсон получает направление на строительство моста в Африке от циничного хладнокровного руководителя Роберта Бомонта. Перед отъездом подчинённого шеф заявляет, что ему глубоко наплевать на то, что Паттерсону необходимо вовремя вернуться к жене, ожидающей ребёнка, и предупреждает, что в случае провала миссии по возведению одного из лучших мостов в регионе Цаво (Кения) сделает всё, чтобы навсегда испортить инженеру репутацию. Паттерсон, всю жизнь мечтавший побывать в Африке, не падает духом, а отправляется к месту назначения, оставив в Англии беременную жену, и прибывает в Цаво. Через некоторое время на одного из рабочих нападает лев, которого Паттерсон вскоре убивает из засады.
Через семь недель начинаются ночные нападения, и первой их жертвой становится самый крепкий рабочий Махино, который однажды убил льва-людоеда голыми руками. Его и ещё одного жителя находят следующим утром. Львы начинают настоящую охоту на рабочих, а Паттерсон тем временем получает радостное письмо от жены. В это время лев из засады кидается прямо в толпу рабочих, убивая одного из них на краю лагеря. Паттерсон, Ангус Стерлинг и кениец Сэмюэль преследуют льва, но тому удаётся уйти благодаря нападению второго льва. Стерлинг при этом погибает.
Несколько пострадавших с тяжелыми травмами и малярией лечатся в госпитале под руководством главного врача Дэвида Готорна. Строительство моста задерживается, и Паттерсон вынужден уговаривать рабочих продолжать строительство. Чтобы убить хищников, приглашают знаменитого охотника Чарльза Ремингтона, охотящегося вместе с племенем масаи. Однако охота не удаётся — ружье Паттерсона даёт осечку. Масаи уходят, сказав, что это не львы, а демоны — Призрак и Тьма. Отныне рабочие так и называют кровожадных зверей, считая их дьяволами.
Следующей ночью львы нападают на лагерь, перебив множество людей. Рабочие в панике бегут из Цаво. Ремингтон и Паттерсон находят в пещере логово львов, где скопились груды костей их жертв. Охотники понимают, что эти хищники убивают для удовольствия. Вскоре им удаётся убить одного из львов, однако ночью приходит другой и убивает Ремингтона. Паттерсон сжигает тело Ремингтона и, приманив находящегося поблизости льва, убивает его. После этого стройка моста вновь начинается, все ушедшие рабочие возвращаются, а вместе с ними приходят его жена и новорожденный сын.

## Реальная история
В основу фильма легла подлинная история о львах-людоедах, появившихся из ниоткуда при строительстве железной дороги между Кенией и Угандой в конце XIX века. Одного за другим звери убивали и пожирали рабочих. В итоге строительство железной дороги было полностью парализовано: люди отказывались выходить на работу, опасаясь стать жертвами хищников. Тогда подполковник Джон Паттерсон, ответственный за стройку, вышел на охоту.
Длительное время он выслеживал зверей, и 9 декабря 1898 года ему удалось убить одного из них. Второго удалось выследить и уничтожить только спустя 20 дней — 29 декабря, причём в него потребовалось всадить по меньшей мере 10 пуль. Длина убитых зверей-людоедов составляла более 3 метров — достаточно внушительные размеры для львов, проживающих в Африке.
Впоследствии в ходе исследований, в частности останков убитых львов, учёные пришли к выводу, что те убивали и съедали людей не потому, что это им нравилось. Наиболее вероятными причинами стали засуха, из-за которой в той местности пропали основные животные, которыми питаются львы, — буйволы, антилопы и другие, а также, возможно, эпизоотия чумы крупного рогатого скота. Кроме того, у одного из львов была повреждена челюсть.

## В ролях
- Майкл Дуглас — Чарльз Ремингтон
- Вэл Килмер — Джон Генри Паттерсон
- Джон Кани — Сэмюэль
- Бернард Хилл — Дэвид Готорн
- Том Уилкинсон — Роберт Бомонт
- Брайан Маккарди — Ангус Стерлинг
- Эмили Мортимер — Хелена Паттерсон
- Ом Пури — Абдулла
- Генри Сил — Махина

Роли масаев исполнили представители родственного народа самбуру.

## Создатели фильма
- Режиссёр — Стивен Хопкинс
- Продюсер — Гейл Энн Хёрд
- Сценарист — Уильям Голдман

## Критика и награды
В 1997 году фильм получил премию «Оскар» за лучший звуковой монтаж. В том же году Вэл Килмер был номинирован на премию «Золотая малина» как худший актёр второго плана. На сайте Rotten Tomatoes фильм имеет рейтинг 50 %.
Кинокритик Роджер Эберт оценил фильм на ползвезды из четырёх, назвав его «африканским приключением, которое заставляет воспринимать фильмы о Тарзане как тонкие и реалистичные».